# پرنسس رویال (کرجی یک دگلی)
پرنسس رویال (کرجی یک دگلی) (به انگلیسی: Princess Royal (sloop)) یک کشتی بود که طول آن ۴۳ فوت (۱۳٫۱۱ متر) بود. این کشتی در سال ۱۷۸۶ ساخته شد.